# Colpotrochia trilineata
Colpotrochia trilineata är en stekelart som först beskrevs av Cameron 1899.  Colpotrochia trilineata ingår i släktet Colpotrochia och familjen brokparasitsteklar. Inga underarter finns listade i Catalogue of Life.